# Gorizia Calcio 1982-1983
Questa voce raccoglie le informazioni riguardanti  il Gorizia Calcio nelle competizioni ufficiali della stagione 1982-1983.

## Rosa
| N. |                   | Ruolo | Calciatore         |
| -- | ----------------- | ----- | ------------------ |
| -  | Italia (bandiera) | A     | Sergio Antoniazzi  |
| -  | Italia (bandiera) | C     | Alessandro Bertoia |
| -  | Italia (bandiera) |       | Candutti           |
| -  | Italia (bandiera) | A     | Stefano Casetta    |
| -  | Italia (bandiera) | C     | Rodolfo Codarin    |
| -  | Italia (bandiera) | P     | Nereo Colavetta    |
| -  | Italia (bandiera) | C     | Roberto Colombo    |
| -  | Italia (bandiera) | D     | Romeo Comisso      |
| -  | Italia (bandiera) | D     | Claudio Grazzolo   |
| -  | Italia (bandiera) | D     | Fabio Grillo       |

| N. |                   | Ruolo | Calciatore             |
| -- | ----------------- | ----- | ---------------------- |
| -  | Italia (bandiera) | P     | Claudio Hlede          |
| -  | Italia (bandiera) | C     | Elia Lazzara           |
| -  | Italia (bandiera) | D     | Marino Lombardo        |
| -  | Italia (bandiera) | A     | Giuseppe Edoardo Macrì |
| -  | Italia (bandiera) | D     | Sergio Marassi         |
| -  | Italia (bandiera) | C     | Franco Marcati         |
| -  | Italia (bandiera) | A     | Marco Modestini        |
| -  | Italia (bandiera) |       | Pignattone             |
| -  | Italia (bandiera) | A     | Alberto Urban          |
| -  | Italia (bandiera) | C     | Flavio Zanetti         |